# الخلايا الثورية

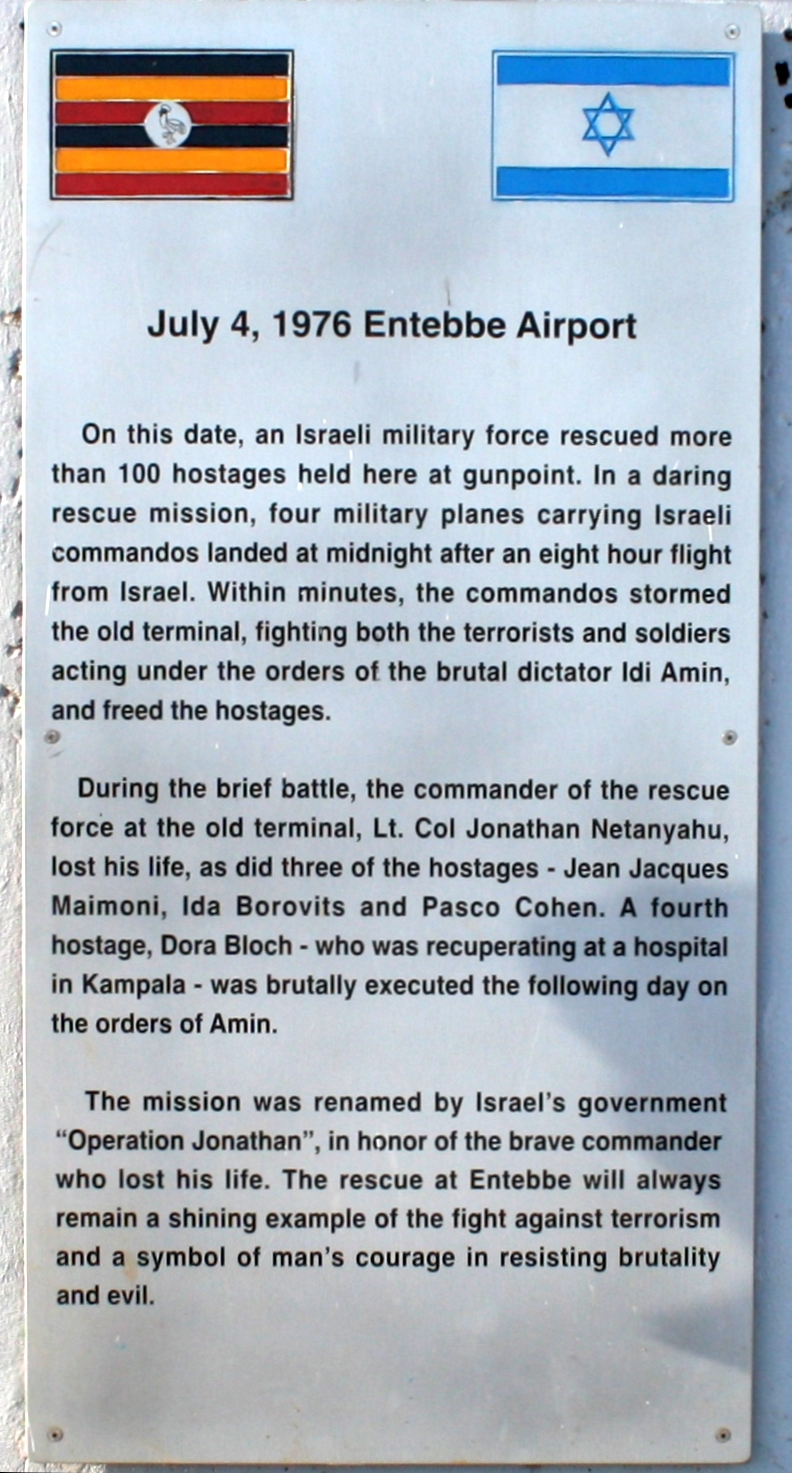
تحرير

الخلايا الثورية(بالألمانية: Revolutionäre Zellen)‏وتختصر RZ هي منظمة وجدت بين عام 1973 حتى 1995. في بداية الثمانينات تم اعتبرها واحدة من أخطر الجماعات اليسارية في ألمانيا من قِبل وزارة الداخلية الألمانية الغربية. ووفقًا لمكتب المدعي العام في ألمانيا الإتحادية أدعت الخلايا مسؤوليتها عن 186 هجمة 40 منها ارتكب في برلين.